# Iglesia de Nuestra Señora de la Asunción (Aísa)
La Iglesia de Nuestra Señora de la Asunción es un templo barroco en la población de Aísa, en la provincia de Huesca.

## Historia
El edificio fue construido en el siglo XVIII sobre otro templo anterior del que apenas quedan restos, los cuales están integrados en el muro sur del templo actual.
En el 1986 tuvo que ser objeto de una restauración de emergencia debido al mal estado de la techumbre y fue objeto de una restauración completa por parte del Servicio de Vivienda y Rehabilitación del Gobierno de Aragón entre el 2004 y 2005.

## Descripción
Es un templo construido en gran parte con mampostería de nave única escalonada en alturas con un cimborrio octogonal en el crucero y cabecera poligonal al cual se le añaden tres volúmenes salientes por el lado de la Epístola, que se corresponden con el campanario, su espacio de acceso y el pórtico de planta cuadrada que se abre al exterior por la parte frontal en arco de medio punto, estando cubierto por un techo a cuatro aguas de losa y bajo el cual se encuentra el acceso a la iglesia bajo un arco de medio punto con dovelas de gran tamaño.

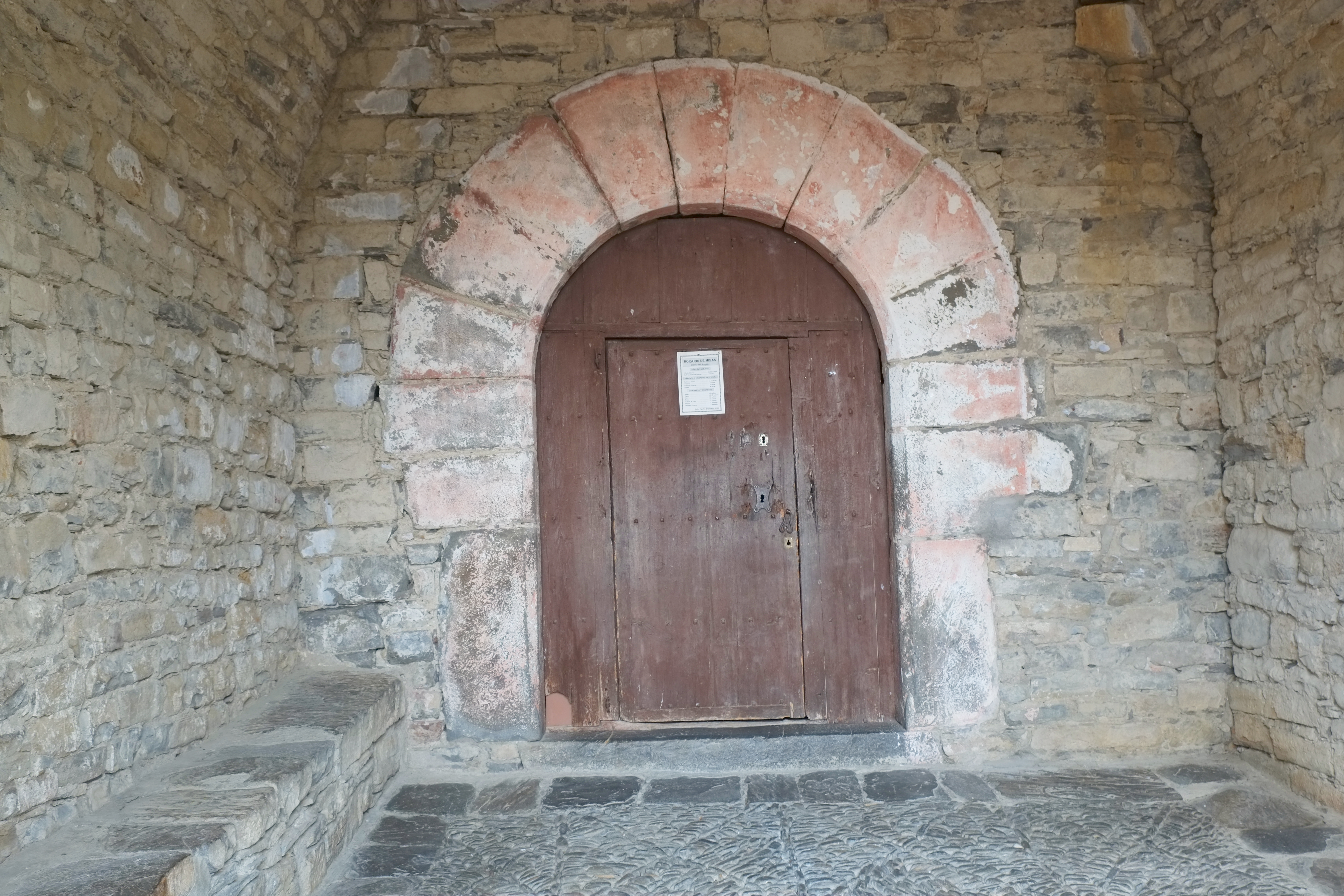
Acceso al templo bajo arco de medio punto.

El interior del templo, dividido en tres tramos, se ilumina con varios vanos abiertos en el cimborrio y se encuentra encalado y decorado con motivos vegetales de estilo barroco. En el primer tramo, situado a los pies del templo y sobre arcos rebajados se encuentra el coro alto, mientras que en los dos siguientes tramos se abren varias capillas laterales de poca profundidad bajo entradas bajo arco de medio punto. 
El crucero es grande en comparación al resto del templo y se encuentra bajo una cúpula de ocho paños separados por nervaduras que se unen en una gran clave central. En el lado sur se encuentra un retablo barroco del siglo XVIII compuesto por un cuerpo dividido en tres calles y un ático dedicado a santas mártires, mientras que en el lado norte se encuentra otro organizado con estípites y adornos de hojarasca siendo la imagen central la de San Francisco de Asís, rodeada por las de San Antonio de Padua y San Francisco Javier.
La cabecera consta de dos tramos de distinto tamaño pero ambos se cubren con bóveda de cañón, en el primer tramo se encuentra el acceso a la sacristía, que presenta una planta rectangular y que se divide en dos espacios, encontrándose en ella un lavamanos de rica decoración vegetal y antropomorfa. Mientras que en el presbiterio se encuentra el retablo mayor dedicado a Nuestra Señora de la Asunción, del siglo XVIII y compuesto por banco, cuerpo y ático.
El campanario se sitúa en el muro de la Epístola, a un costado de la cabecera, es de planta rectangular con cuatro cuerpos, siendo el inferior la sacristía, mientras que el cuerpo superior está separado de los restantes mediante una imposta; en sus paramentos se abren parejas de huecos en arco de medio punto para campanas. Está rematado por una cubierta piramidal cuyos paños presentan doble pendiente.